# Vytautas Kasiulis
Vytautas Kasiulis (Simnas, Apskritis d'Alytus, 23 avril 1918 - Paris 9e, 12 mars 1995) est un peintre figuratif lituanien de l'École de Paris. Il est l'un des plus célèbres artistes lituaniens qui se sont exilés à Paris après l’annexion par l'URSS de leur pays.

## Biographie

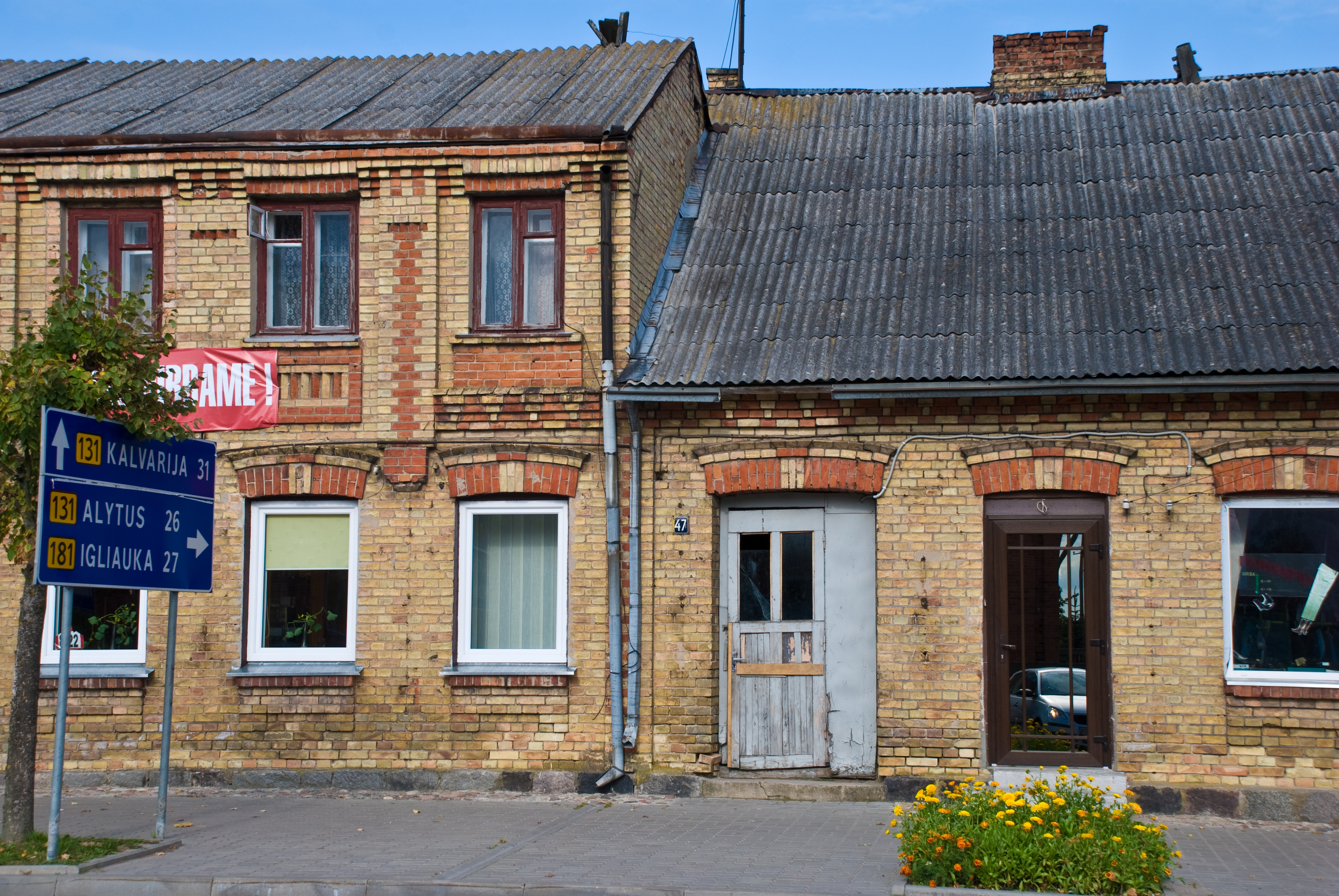
Simnas

Résidant à Kaunas,Vytautas Kasiulis y participe à partir de 1942 à plusieurs expositions collectives ; il réalise une première exposition personnelle au Musée de la culture Vytautas Magnus en 1943. Il part l'année suivante en Allemagne où il enseigne à l'École des beaux-arts de Fribourg-en-Brisgau, et présente plusieurs expositions personnelles à Kiel, Bad Siegelberg, Hambourg et Fribourg.
Il arrive à Paris en 1948, sa première exposition est organisée à la Galerie Raymond Duncan en 1949. À partir de 1954, ses œuvres sont également exposées hors de France, notamment à Berlin, Copenhague, Genève, Stockholm, Cleveland, New York, Toronto. Il participe également à plusieurs salons dont le Salon des indépendants.
Il est inhumé dans la 115e division du cimetière de Pantin. En 2018, son corps est transféré au cimetière d'Antakalnis, à Vilnius.

## L'œuvre
De décembre 2009 à février 2010, une rétrospective présente  sous le titre Les Jardins du Paradis de Vytautas Kasiulis plus de 150 œuvres du peintre (dont un grand nombre prêté par sa veuve Bronė Kasiulienė) au Musée d'art de Lituanie à Vilnius. Bronė Kasiulienė a souhaité à cette occasion offrir sa collection si un musée Vytautas Kasiulis était créé. Le Musée national des beaux-arts du Québec possède une gravure de cet artiste.
En mai et juin 2010 les œuvres de cinq artistes d'origine lituanienne installés à Paris, Arbit Blatas, Vytautas Kasiulis, Antanas Moncys, Pranas Gailius et Žibuntas Mikšys sont exposées à la galerie Zilinskas de Kaunas.
En 2013, le musée d'art Vytautas Kasiulis ouvre ses portes à Vilnius.